# Holý vrch (Zákupská pahorkatina)
Holý vrch (německy Kahlenberg) je nevysoký (301 m n. m.) kopec na okraji českolipské čtvrti, které dal jméno. Stejně tak od kopce převzala jméno železniční zastávka na trati z České Lípy do Děčína a jedna z ulic v přilehlé čtvrti.

## Popis
Kopec má čedičový základ a navzdory svému názvu je již zarostlý zelení, bránící dobrým výhledům.
Všechny tři kopce na okraji města Česká Lípa jsou vesměs součástí Českolipské kotliny, podřízeného celku Zákupské pahorkatiny. Holý vrch je od středu města jihozápadním směrem zhruba 1 km daleko. Dešťové vody z kopce stékají do nedaleko tekoucí Ploučnice. Na temeni jsou zbytky někdejších staveb.

## Historie
Na vrcholu kopce stála barokní kaple z roku 1713, vystavěná na památku zemřelým při morové epidemii, poblíž pak příbytek poustevníků. Ke kapli byla časem vybudována křížová cesta, z níž nic po stavbě nedaleké železniční trati nezbylo. Kaple spolu s poustevnou byla po nařízení císaře Josefa II. v roce 1782 zrušena a následně v roce 1814 podlehla požáru. V roce 1884 pozemky na vrchu koupilo město.
Na podzim roku 1884 započal spolek Nordböhmischer Exkursions-Club s úpravou: založil pěšiny a příjezdovou cestu k vrcholu, v letech 1885–1886 osadil 100 000 rozličnými stromy a keři, na základech kaple zbudoval restauraci s vyhlídkovou galerií, jež byla už 6. září 1885 otevřena turistům. Odpočinkovou místnost (Ruheraum) vyzdobil profesor Eduard Steffen, člen spolku a akademický malíř, nástěnnými malbami (Bezděz, Peklo, zámek Zákupy, zámek v Polici, Poustevnický kámen, jeskyně u Sosnové, zámek Zahrádky (Neuschloss), Zahrádky (Hirnsen), hrad v Jestřebí, Holý vrch, zámek v Horní Libchavě a zámeček v České Lípě), citáty a spolkovými erbovními znaky. Dodatečně bylo dobudováno sklepení a na východní straně na za 2 800 korun přikoupených polnostech zřízeny parkové úpravy a v roce 1905 při opravách vyhlídková galerie osazena 4 rohovými věžičkami.
Vyhlídková restaurace podlehla kolem roku 1970 požáru. Od roku 2011 zde město vytváří lesopark. Na podzim 2014 navrhlo Sdružení obcí Novoborsko postavit i na tomto kopci rozhlednu. Návrh vyvolal odmítavé reakce.

## Přístup
Úplně až na vrchol je upravená široká pozvolná cesta s několika lavičkami. Začíná v ulici Pod Holým vrchem na východní straně vrchu. Trasa není turisticky značená.